# Miguel Vítor
Miguel Vítor né le 30 juin 1989 à Torres Vedras au Portugal, est un footballeur international israélien. Il joue actuellement au poste de défenseur central dans le club de l'Hapoël Beer-Sheva.
Joueur essentiel de l'Hapoël Beer-Sheva dont il est le capitaine, il participe depuis son arrivée au club à la conquête de nombreux titres (champion national, vainqueur de la coupe, de la coupe de la ligue et de la supercoupe).

## Palmarès
- Championnat Israélien : 2016-2017 ; 2017-2018.

- Coupe nationale israélienne : 2019-2020 ; 2021-2022.

- Coupe de la ligue israélienne : 2016-2017

- Supercoupe israélienne : 2017